# Frank Schmidt
Frank Schmidt (Heidenheim an der Brenz, 3 januari 1974) is een Duits voetbalcoach en voormalig voetballer die sinds 2007 hoofdtrainer is van 1. FC Heidenheim.

## Trainerscarrière
In 2007, het jaar waarin de voetbaltak van de sportvereniging Heidenheimer Sportbund 1846 e. V. zich afscheidde en voortaan onder de naam 1. FC Heidenheim 1846 ging voetballen, werd Schmidt de assistent van hoofdtrainer Dieter Märkle. Toen laatstgenoemde op 17 september 2007 ontslagen werd, nam Schmidt het roer over. Schmidt zou aanvankelijk slechts tot de winter waarnemen, maar de resultaten verbeterden, waardoor hij uiteindelijk aanbleef als hoofdtrainer. De club eindigde onder zijn leiding uiteindelijk vierde in de Oberliga Baden-Württemberg, toen nog het vierde niveau in Duitsland. Hierdoor promoveerde de club naar de Regionalliga Süd, dat door de intrede van de 3. Liga in 2008 het vierde niveau in Duitsland werd. Op 3 juni 2008 won Heidenheim ook de WFV-Pokal: in de finale werd TSV Crailsheim met 3-2 opzijgezet.
Het verblijf in de Regionalliga Süd duurde niet lang, want Heidenheim werd meteen kampioen. In het seizoen 2009/10 kon de club zich moeiteloos handhaven in de 3. Liga, de club eindigde zelfs zesde. In deze twee seizoenen plaatste Heidenheim zich tweemaal voor de halve finale van de WFV-Pokal. In de zomer van 2010 begon Schmidt aan de eenjarige opleiding tot voetballeraar aan de Deutsche Sporthochschule Köln.
Tussen 2011 en 2015 leidde Schmidt, wiens contract in maart 2011 werd opengebroken tot medio 2015, zijn club naar vier opeenvolgende eindzeges in de WFV-Pokal. Ook in de competitie deed Heidenheim het in die periode goed: na een negende plaats in het seizoen 2010/11 eindigde de club respectievelijk vierde, vijfde en eerste in de 3. Liga. Als gevolg van die titel in 2014 mocht Heidenheim vanaf het seizoen 2014/15 voor het eerst in zijn bestaan op het tweede niveau in Duitsland aantreden. De historische promotie leverde hem een contractverlenging tot medio 2020 op.
Ook in de 2.Bundesliga wist Schmidt zich met Heidenheim staande te houden. In het eerste seizoen op het tweede niveau eindigde Heidenheim achtste, in het seizoen daarop werd de club elfde, maar stroomde de club door naar de kwartfinale van de DFB-Pokal, waar Hertha BSC met 2-3 won. Ook in de seizoenen 2017/18 en 2018/19 kwam Heidenheim ver in de beker: in 2017/18 had Eintracht Frankfurt verlengingen nodig om Heidenheim te wippen in de achtste finale, in 2018/19 verloor Heidenheim met 5-4 van Bayern München.
Na respectievelijk een achtste, elfde, zesde, dertiende en vijfde plaats eindigde Heidenheim in het seizoen 2019/20 op de derde plaats, waardoor de club barragewedstrijden mocht spelen tegen Werder Bremen, dat zestiende was geëindigd in de Bundesliga. Na een 0-0-gelijkspel in Bremen speelde Heidenheim thuis 2-2 gelijk, waardoor de club op uitdoelpunten naast de promotie greep.
In oktober 2021 ondertekende Schmidt een nieuw contract tot 2027, nadat hij in oktober 2018 ook al een contractverlenging tot 2023 had gekregen. Heidenheim werd uiteindelijk beloond voor zijn continuïteit, want drie jaar nadat de club op een haar na naast de promotie had gemist werd men op de slotspeeldag van het seizoen 2022/23 kampioen, waardoor de Baden-Württembergers voor het eerst in hun bestaan naar de Bundesliga promoveerden. Schmidt was op dat moment de langstzittende trainer in het Duitse profvoetbal.